# Isaac Aboab da Fonseca
Pour les articles homonymes, voir Aboab.

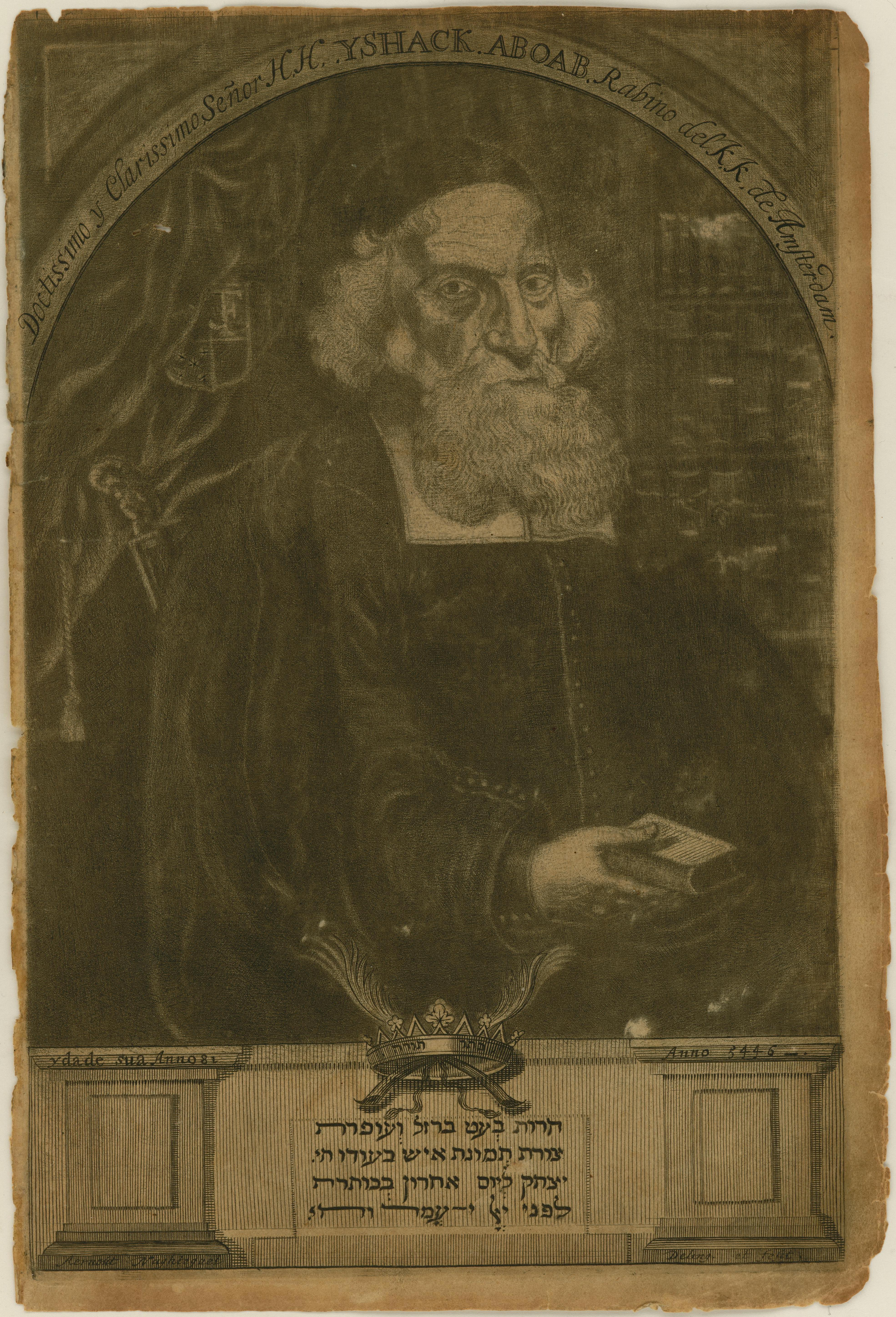
Isaac Aboab da Fonseca

Isaac Aboab da Fonseca (Portugal, 1605 - Amsterdam, 1693) a été rabbin de Recife au Brésil de 1642 à 1653 et, à ce titre, est le premier rabbin à la tête d'une communauté établie aux Amériques,. À son retour, il a aussi dirigé la congrégation séfarade d'Amsterdam, ville où il avait passé la première partie de sa vie et où il y avait été rabbin et traducteur.

## Biographie
Issus d'une famille marrane du Portugal, ses parents émigrent en France puis aux Pays-Bas quand il n'est encore qu'un enfant. À Amsterdam, il est remarqué, encore adolescent, comme un rabbin prodige, orateur hors pair, professeur respecté et traducteur de textes cabalistiques d'hébreu en espagnol et inversement.
À 21 ans en 1626, il est appelé à la tête d'une des trois congrégations d'Amsterdam. Son départ pour Recife en 1642 y est très regretté. Il a été pourtant préféré à Menasseh ben Israel pour diriger la communauté de État du Pernambouc (État qui pourtant n’existait pas avant l’indépendance du Brésil et dont Recife est la capitale),.
De 1642 à 1654, il est le rabbin de la communauté juive de Recife qui participe à la défense de la ville longuement assiégée par les Portugais. Lorsque ceux-ci reprennent Recife, les Hollandais exigent, dans les termes de la capitulation, que la vie sauve soit laissée aux Juifs dont certains iront fonder la communauté de la Nouvelle-Amsterdam (New York) et d'autres, comme Isaac Aboab, retourneront aux Provinces Unies.
De retour à Amsterdam, Isaac Aboab dirige une yechiva et devient membre du tribunal rabbinique. Il est le principal représentant de la tradition kabbaliste d’Isaac Luria à Amsterdam. Il est à la tête de la communauté séfarade lors de l'inauguration de la synagogue portugaise d'Amsterdam en 1672 et aussi lors de la proclamation du herem de Baruch Spinoza en 1656. En effet, il a signé le ban de Spinoza alors que des centaines de familles continuaient de refluer du Brésil.
Il meurt à Amsterdam en 1693, à l'âge de 88 ans.